# Rudolf Stadelmann (Historiker)
Rudolf Stadelmann (* 23. April 1902 in Adelmannsfelden; † 17. August 1949 in Tübingen) war ein deutscher Historiker und Professor für Neuere Geschichte.

## Leben
Rudolf Stadelmann wurde am 23. April 1902 im Pfarrhaus in Adelmannsfelden als erstes Kind des Pfarrers Paul Stadelmann (1872–1923) und seiner Frau Clara († 1945) geboren. Seine Ehefrau war die Tochter des Pfarrers Leonhard Rau (1841–1919), seinerzeit erster Stadtpfarrer in Langenau von 1892 bis 1903, danach bis zur Pensionierung 1908 Pfarrer in Uhlbach. Rudolfs Vater hatte das Pfarramt in Adelmannsfelden von 1901 bis 1912 inne. Zuletzt war er Garnisonspfarrer in Ludwigsburg.
Stadelmann studierte Geschichte an den Universitäten Tübingen, Heidelberg, München und Berlin. Er war seit dem Wintersemester 1920/21 Mitglied der Studentenverbindung AV Igel Tübingen. 1924 wurde er an der Universität Tübingen als Schüler von Gerhard Ritter mit der Dissertation Der historische Sinn bei Herder promoviert. Er absolvierte danach eine Lehrerausbildung und wirkte von 1926 bis 1928 als Lehrer in Kirchheim/Teck. Nach Auslandsaufenthalten, unter anderem als Lektor in Bologna, habilitierte er sich 1929 an der Universität Freiburg über den Geist des ausgehenden Mittelalters und wirkte dort anschließend als Privatdozent. Unter dem Einfluss Martin Heideggers entwickelte er, gegen den Widerstand Ritters, eine zunehmende Nähe zum Nationalsozialismus und trat 1936 der Reiterstandarte der SA bei.
1936 erhielt Stadelmann eine ordentliche Professur an der Universität Gießen, 1938 wechselte er nach Tübingen. Stadelmann trat 1933 anfänglich mit Begeisterung für ein nationalsozialistisches Deutschland ein, jedoch kühlte sich sein Verhältnis zur NSDAP bald ab, so dass die Berufungen nach Gießen und Tübingen „manche Kämpfe mit den Parteistellen“ kosteten. Die Differenzen lagen aber weniger im politischen als im persönlichen Bereich.
Im NS-Staat war Stadelmann öffentlich präsent, er agierte vor Militärs, der SA, der studentischen Jugend und französischen Gefangenen. Er musste nicht zur Wehrmacht einrücken, sondern leistete „kriegswichtige Forschungsarbeiten“, beispielsweise bei der Auswertung der „Beuteakten“ des Quai d’Orsay. Dort tat er Dienst in der „Aktenkommission“ die in den Archiven Urkunden zur deutschen Geschichte zusammenstellte und teilweise nach Deutschland „überführte“.
Stadelmann ging es bei seinen Forschungen politisch um eine Stärkung des nationalen Selbstbewusstseins. Seine Darstellungen von Luther, Bismarck und Friedrich dem Großen sollten dies erreichen, Perioden der Schwäche blendete er aus. Er setzte sich fast bis zum Ende des Zweiten Weltkrieges engagiert für die Erhaltung der „Kampfmoral“ der Wehrmacht ein. Dennoch blieb er nach dem Krieg Ordinarius in Tübingen, über seine Entnazifizierung ist nichts bekannt. Nach 1945 wandelte er sich zum moderaten Konservativen.
Manche Historiker stufen Stadelmann nicht als „Nationalsozialisten“, sondern als „Mitläufer“ ein. Jörg-Peter Jatho kommt zu dem Schluss, Stadelmann sei wegen seines ambivalenten Verhaltens mit den Kategorien „Nationalsozialist“ oder „Mitläufer“ nicht zu fassen.

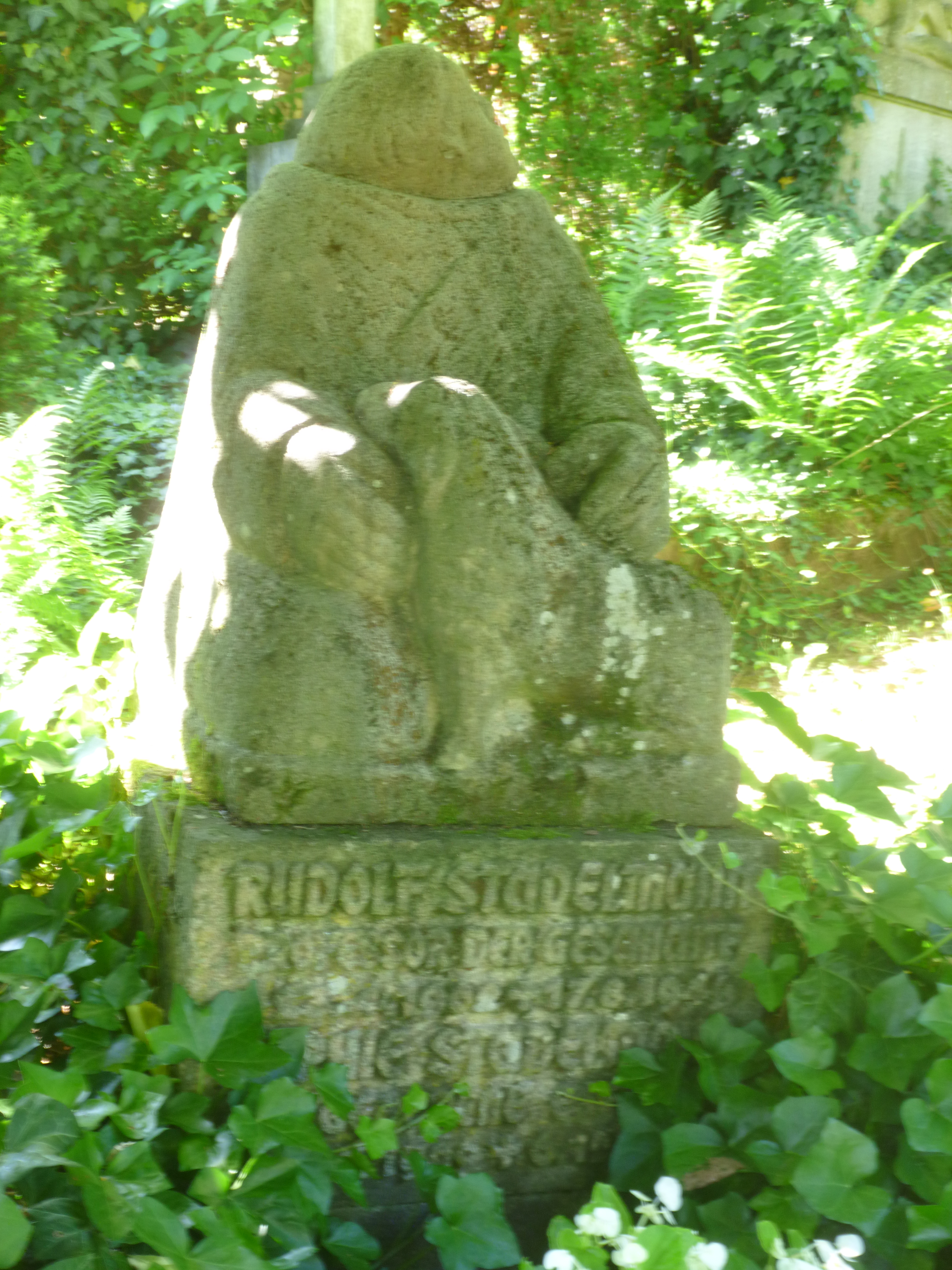
Grab auf dem Stadtfriedhof Tübingen

## Schriften (Auswahl)
- Der historische Sinn bei Herder. (Dissertation) Niemeyer, Halle 1928.
- Vom Geist des ausgehenden Mittelalters. Niemeyer, Halle 1929.
- als Hrsg. mit Gerhard Ritter: Otto von Bismarck, Erinnerung und Gedanke. Kritische Neuausgabe auf Grund des gesamten schriftlichen Nachlasses. Deutsche Verlagsgesellschaft, Berlin 1932.
- Das Jahr 1865 und das Problem von Bismarcks deutscher Politik. Oldenbourg, München 1933.
- Deutsche Geschichte vom Zeitalter der Reformation bis zum Tode Friedrichs des Großen (= Handbuch der deutschen Geschichte. Band 2). Athenaion, Potsdam 1936.
- Vom Erbe der Neuzeit. Koehler und Amelang, Leipzig 1942.
- Deutschland und Westeuropa. Drei Aufsätze. Steiner, Laupheim 1948.
- Soziale und politische Geschichte der Revolution von 1848. Bruckmann, München 1948.
- als Hrsg.: Jacob Burckhardt, Weltgeschichtliche Betrachtungen. Historisch-kritische Gesamtausgabe. Neske, Pfullingen 1949.
- Moltke und der Staat. Scherpe, Krefeld 1950.
- Scharnhorst. Schicksal und geistige Welt. Ein Fragment. Mit einem Geleitwort von Hans Rothfels. Limes, Wiesbaden 1952.
- Geschichte der englischen Revolution [Vorlesungen gehalten im Wintersemester 1945/46], Limes, Wiesbaden 1954.